# 祁连县
祁连县是中华人民共和国青海省海北藏族自治州北部的一个县；在黑河上游；东、北部与甘肃省接壤。
面积15610平方公里，总人口約5万人，以汉族为主；县人民政府驻八宝镇。
民国二十七年（1938年）由亹源县析置祁连设治局，1952年改为祁连自治区，1953年改设祁连县。

## 行政区划
祁连县下辖3个镇、4个乡：
八宝镇、峨堡镇、默勒镇、扎麻什乡、阿柔乡、野牛沟乡和央隆乡。

## 人口民族
根据(青海省)海北州第七次全国人口普查公报显示：祁连县常住人口为48538人，男性人口占比51.49%，女性人口占比48.51%，年龄结构中0-14岁占比19.74%，15-59岁占比70.48%，60岁以上占比9.78%，65岁以上占比6.91%。

## 交通
- 338国道过境。